# Acianthera javieri
Acianthera javieri é uma espécie de orquídea (Orchidaceae) que existe na Guatemala.

## Publicação e sinônimos
- Acianthera javieri Archila, Richardiana 10: 14 (2009).